# Vene di Bellocchio, Sacca di Bellocchio, Foce del Fiume Reno, Pineta di Bellocchio
Vene di Bellocchio, Sacca di Bellocchio, Foce del Fiume Reno, Pineta di Bellocchio este o arie protejată (arie specială de conservare — SAC, sit de importanță comunitară — SCI, arie de protecție specială avifaunistică — SPA) din Italia întinsă pe o suprafață de 2.244 ha, din care 14 % marine.

## Localizare
Centrul sitului Vene di Bellocchio, Sacca di Bellocchio, Foce del Fiume Reno, Pineta di Bellocchio este situat la coordonatele 44°36′27″N 12°15′41″E / 44.6075°N 12.261389°E.

## Înființare
Situl Vene di Bellocchio, Sacca di Bellocchio, Foce del Fiume Reno, Pineta di Bellocchio a fost declarat arie de protecție specială avifaunistică în octombrie 1988 pentru a proteja 1 specie de plante și 120 de specii de animale. Alte tipuri de protecție:
- sit de importanță comunitară (în iunie 1995)
- arie specială de conservare (în decembrie 2019)[2][4][5]

## Biodiversitate
Situată în ecoregiunea continentală, aria protejată conține 19 habitate naturale: Lagune de coastă, Păduri de stejar alb estice, Dune împădurite cu Pinus pinea și/sau Pinus pinaster, Salicornia și alte specii anuale care populează regiunile mlăștinoase și nisipoase, Dune mobile cu vegetație embrionară, Bancuri de nisip acoperite în permanență slab de apă marină, Dune cu Hyppophaë rhamnoides, Dune cu vegetație ierboasă Malcolmietalia, Pajiști umede mediteraneene cu ierburi înalte de Molinio-Holoschoenion, Pășuni mediteraneene udate de apa mării (Juncetalia maritimi), Păduri de Quercus ilex și Quercus rotundifolia, Dune mobile de-a lungul țărmului cu Ammophila arenaria („dune albe”), Tufărișuri halofile mediteraneene și termo-atlantice (Sarcocornetea fruticosi), Vegetație anuală la limita mareei, Dune de coastă fixe cu vegetație erbacee („dune gri”), Terase mlăștinoase și terase nisipoase neacoperite de apă la reflux, Galerii de Salix alba și de Populus alba, Estuare, Pajiștile Spartina (Spartinion maritimae).
La baza desemnării sitului se află mai multe specii protejate:
- plante (1): Salicornia veneta
- păsări (108): lăcar mare (Acrocephalus arundinaceus), privighetoare-de-baltă (Acrocephalus melanopogon), lăcar-de-rogoz (Acrocephalus schoenobaenus), lăcar-de-lac (Acrocephalus scirpaceus), fluierar de munte (Actitis hypoleucos), pescăruș albastru (Alcedo atthis), rață sulițar (Anas acuta), rață pitică (Anas crecca), rață mare (Anas platyrhynchos), gâscă cenușie (Anser anser), gâscă de semănătură (Anser fabalis), lăstunul mare (Apus apus), egretă mare (Ardea alba), stârc cenușiu (Ardea cinerea), stârc roșu (Ardea purpurea), stârc galben (Ardeola ralloides), pietruș (Arenaria interpres), ciuf de câmp (Asio flammeus), rață-cu-cap-castaniu (Aythya ferina), rața moțată (Aythya fuligula), Aythya marila, rață roșie (Aythya nyroca), buhai de baltă (Botaurus stellaris), șorecarul comun (Buteo buteo), fugaci de țărm (Calidris alpina), bătăuș (Calidris pugnax), caprimulg (Caprimulgus europaeus), prundăraș de sărătură (Charadrius alexandrinus),  prundaș gulerat mic (Charadrius dubius), prundaș gulerat mare (Charadrius hiaticula), chirichița cu obraz alb (Chlidonias hybrida), chirighiță neagră (Chlidonias niger), barză albă (Ciconia ciconia), barză neagră (Ciconia nigra), erete de stuf (Circus aeruginosus), erete vânăt (Circus cyaneus), erete cenușiu (Circus pygargus), dumbrăveancă (Coracias garrulus), cuc (Cuculus canorus), lăstun de casă (Delichon urbicum), egretă mică (Egretta garzetta), vânturel de seară (Falco vespertinus), lișiță (Fulica atra), becațină comună (Gallinago gallinago), Gallinago media, găinușă de baltă (Gallinula chloropus), cufundar polar (Gavia arctica), cufundar mic (Gavia stellata), pescăriță râzătoare (Gelochelidon nilotica), cocor (Grus grus), scoicar (Haematopus ostralegus), piciorong (Himantopus himantopus), Hippolais polyglotta, rândunică (Hirundo rustica), Hydrocoloeus minutus, stârc pitic (Ixobrychus minutus), capîntortură (Jynx torquilla), sfrâncioc roșiatic (Lanius collurio), pescăruș sur (Larus canus), pescăruș negricios (Larus fuscus), Larus genei, pescăruș-cu-cap-negru (Larus melanocephalus), Larus michahellis, pescăruș râzător (Larus ridibundus), sitar de mal nordic (Limosa lapponica), sitar de mâl (Limosa limosa), privighetoare (Luscinia megarhynchos), becațină mică (Lymnocryptes minimus), rață fluierătoare (Mareca penelope), rață pestriță (Mareca strepera), Mergellus albellus, cormoran mic (Microcarbo pygmaeus), codobatura galbenă (Motacilla flava), Numenius arquata arquata, stârc de noapte (Nycticorax nycticorax), vultur pescar (Pandion haliaetus), viespar (Pernis apivorus), cormoran mare (Phalacrocorax carbo), Phoenicopterus ruber, lopătar (Platalea leucorodia), țigănuș (Plegadis falcinellus), ploier auriu (Pluvialis apricaria), ploier argintiu (Pluvialis squatarola), corcodel-urechiat (Podiceps auritus), corcodel mare (Podiceps cristatus), corcodel-cu-gât-negru (Podiceps nigricollis), cresteț pestriț (Porzana porzana), cristei de baltă (Rallus aquaticus), ciocântors (Recurvirostra avosetta), sitar de pădure (Scolopax rusticola), Spatula clypeata, rață cârâitoare (Spatula querquedula), chiră de baltă (Sterna hirundo), chiră mică (Sternula albifrons), turturică (Streptopelia turtur), silvie de câmp (Sylvia communis), corcodel mic (Tachybaptus ruficollis), călifar alb (Tadorna tadorna), chiră de mare (Thalasseus sandvicensis), fluierar negru (Tringa erythropus), fluierar de mlaștină (Tringa glareola), fluierar cu picioare verzi (Tringa nebularia), fluierarul de zăvoi (Tringa ochropus), fluierar de lac (Tringa stagnatilis), fluierarul cu picioare roșii (Tringa totanus), pupăză (Upupa epops), nagâț (Vanellus vanellus), Zapornia parva
- amfibieni (2): Pelobates fuscus insubricus, Triturus carnifex
- mamifere (1): liliac cărămiziu (Myotis emarginatus)
- nevertebrate (1): fluturele purpuriu (Lycaena dispar)
- pești (5): Alosa fallax, Aphanius fasciatus, Knipowitschia panizzae, Petromyzon marinus, Pomatoschistus canestrinii
- reptile (3): Caretta caretta, țestoasa de baltă (Emys orbicularis), țestoasă bănățeană (Testudo hermanni)

Pe lângă speciile protejate, pe teritoriul sitului au mai fost identificate 28 de specii de plante, 3 specii de amfibieni, 5 specii de mamifere, 7 specii de nevertebrate, 4 specii de reptile.